# مارسيو أوقستو دوس سانتوس أغيار
مارسيو أوقستو دوس سانتوس أغيار (بالبرتغالية: Márcio Augusto dos Santos Aguiar) هو لاعب كرة قدم برازيلي في مركز حراسة المرمى، ولد في 20 ديسمبر 1981 في ساو باولو في البرازيل. شارك مع منتخب البرازيل تحت 20 سنة لكرة القدم. أما مع النوادي، فقد لعب مع أتلتيكو باراناينسي وباوليستا وريد بل برازيل وغريميو بورتو أليغرينزي ونادي إيتوانو ونادي بوتافوغو اس بي ونادي بيرا مار ونادي ساو باولو.

## وصلات خارجية
- مارسيو أوقستو دوس سانتوس أغيار على موقع قاعدة بيانات كرة القدم.إي يو (الإنجليزية)
- مارسيو أوقستو دوس سانتوس أغيار على موقع Soccerway.com (الإنجليزية)